# Ocriculum
 (octobre 2024).
Si vous disposez d'ouvrages ou d'articles de référence ou si vous connaissez des sites web de qualité traitant du thème abordé ici, merci de compléter l'article en donnant les références utiles à sa vérifiabilité et en les liant à la section « Notes et références ».
Otriculum est, durant l'Antiquité, un centre romain de la Regio VI Umbria, situé le long des rives du Tibre, dans l'actuelle province de Terni.

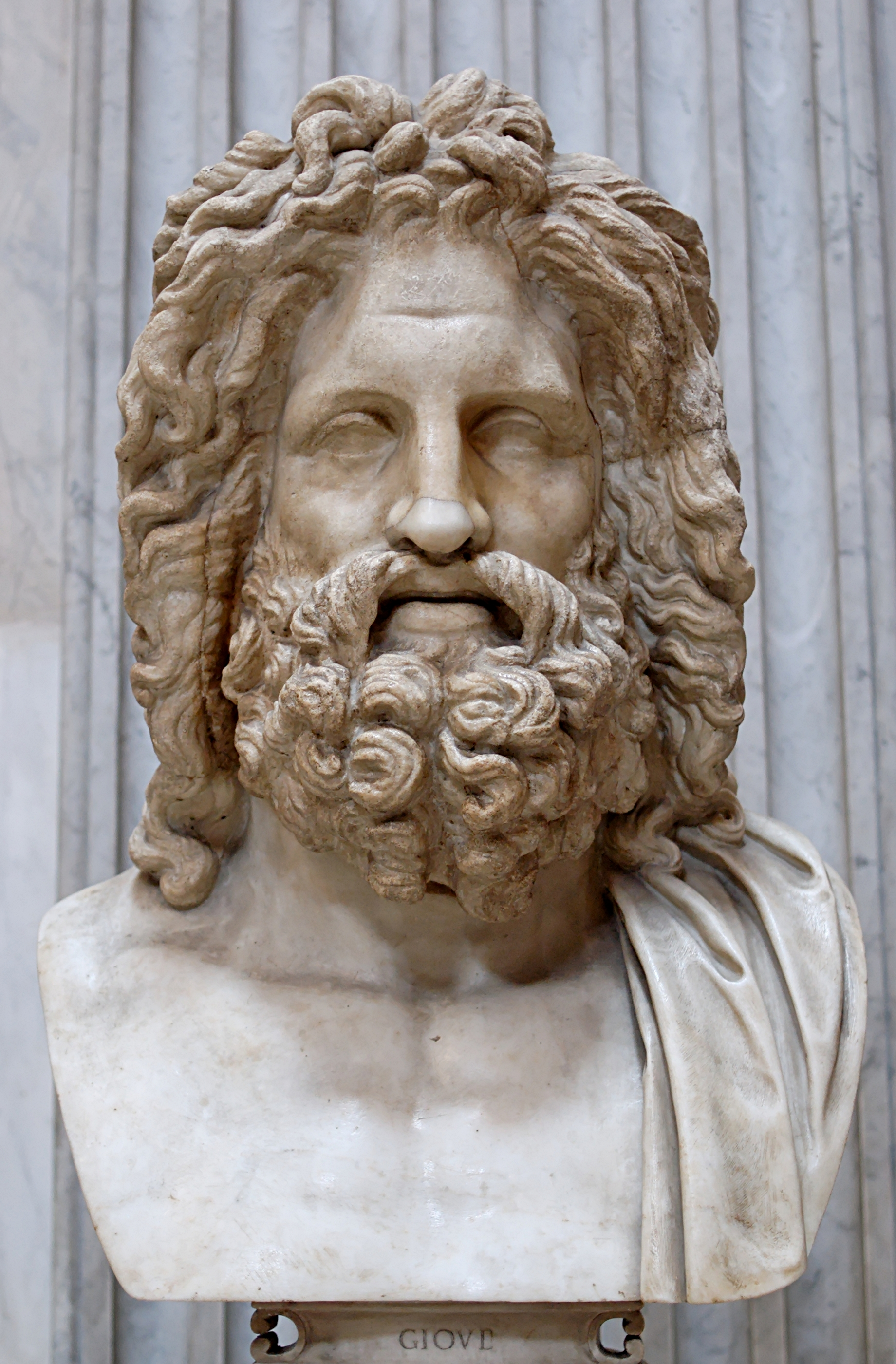
Le Jupiter de Otricoli, Musées du Vatican.

## Description
La zone archéologique se situe à proximité de la commune d'Otricoli, dont le bourg est bâti sur les ruines du premier habitat ombro-sabin. 
L'implantation romaine occupe une surface d'environ 10 ha et est constituée par les vestiges, mis en évidence lors des fouilles entreprises au XVIIIe siècle : Le temple de Jupiter, les thermes du IIe siècle av. J.-C. et le théâtre antique du Ier siècle av. J.-C..

## Histoire
Ce centre ombrien, qui avait conclu une alliance avec Rome en 308 av. J.-C. connut un fort développement à l'époque romaine. Détruit au Ier siècle pendant la Guerre sociale il a été aussitôt reconstruit.